# Кетіна (Прахова)
Кетіна (рум. Cătina) — село у повіті Прахова в Румунії. Входить до складу комуни Флорешть.
Село розташоване на відстані 68 км на північ від Бухареста, 20 км на захід від Плоєшті, 73 км на південь від Брашова.

## Населення
За даними перепису населення 2002 року у селі проживали 1317 осіб, усі — румуни. Усі жителі села рідною мовою назвали румунську.